# 石拱寺石窟
石拱寺石窟，位于中国甘肃省平凉市华亭市，为一个全国重点文物保护单位，类型为石窟寺及石刻。
石拱寺石窟的历史年代为北魏至唐。